# Liste der Bodendenkmäler in Lamerdingen
Auf dieser Seite sind die Bodendenkmäler in der schwäbischen Gemeinde Lamerdingen zusammengestellt. Diese Tabelle ist eine Teilliste der Liste der Bodendenkmäler in Bayern. Grundlage ist die Bayerische Denkmalliste, die auf Basis des Bayerischen Denkmalschutzgesetzes vom 1. Oktober 1973 erstmals erstellt wurde und seither durch das Bayerische Landesamt für Denkmalpflege geführt wird. Die folgenden Angaben ersetzen nicht die rechtsverbindliche Auskunft der Denkmalschutzbehörde.

## Bodendenkmäler der Gemeinde Lamerdingen

### Bodendenkmäler in der Gemarkung Dillishausen
| Lage                    | Objekt | Akten-Nr.     | Bild |
| ----------------------- | --- | ------------- | ---- |
| Dillishausen (Standort) | Mittelalterliche und frühneuzeitliche Befunde im Bereich der Katholischen Pfarrkirche St. Peter und Paul in Dillishausen mit Friedhof. | D-7-7930-0067 |      |
| Dillishausen (Standort) | Mittelalterlicher Burgstall. | D-7-7930-0068 |      |
| Dillishausen (Standort) | Siedlung vor- und frühgeschichtlicher Zeitstellung.                                                                                    | D-7-7930-0089 |      |

### Bodendenkmäler in der Gemarkung Großkitzighofen
| Lage                       | Objekt | Akten-Nr.     | Bild |
| -------------------------- | --- | ------------- | ---- |
| Großkitzighofen (Standort) | Mittelalterliche und frühneuzeitliche Befunde im Bereich der Katholischen Pfarrkirche St. Stephan in Kitzighofen mit Friedhof. | D-7-7930-0061 |      |
| Großkitzighofen (Standort) | Rechteckiges Grabenwerk vor- und frühgeschichtlicher Zeitstellung.                                                             | D-7-7930-0076 |      |

### Bodendenkmäler in der Gemarkung Kleinkitzighofen
| Lage                        | Objekt | Akten-Nr.     | Bild |
| --------------------------- | --- | ------------- | ---- |
| Kleinkitzighofen (Standort) | Burgstall des Mittelalters. | D-7-7930-0015 |      |
| Kleinkitzighofen (Standort) | Mittelalterliche und frühneuzeitliche Befunde im Bereich der Katholischen Pfarrkirche St. Cyprian und Justina in Kleinkitzighofen mit Friedhof. | D-7-7930-0063 |      |

### Bodendenkmäler in der Gemarkung Lamerdingen
| Lage                   | Objekt | Akten-Nr.     | Bild |
| ---------------------- | --- | ------------- | ---- |
| Lamerdingen (Standort) | Mittelalterliche und frühneuzeitliche Befunde im Bereich der Katholischen Pfarrkirche St. Martin in Lamerdingen mit Friedhof. | D-7-7930-0065 |      |
| Lamerdingen (Standort) | Mittelalterliche und frühneuzeitliche Befunde im Bereich des ehemaligen frühneuzeitlichen Schlosses in Lamerdingen.           | D-7-7930-0086 |      |